# Llista de Creus de Sant Jordi/2022/Entitats

#### Entitats
Informació actualitzada per un bot. Els canvis manuals es perdran quan s'actualitzi!
| Entitat                                          | Wikidata   | Descripció                               | Imatge |
| ------------------------------------------------ | ---------- | ---------------------------------------- | ------ |
| Estopa                                           | Q773703    | duo musical català                       |        |
| Companyia Elèctrica Dharma                       | Q4894861   | grup de música català                    |        |
| Bordegassos de Vilanova                          | Q8250847   | colla castellera de Vilanova i la Geltrú |        |
| Joventut de la Faràndula                         | Q19715209  |                                          |        |
| El Círcol                                        | Q20875711  | institució recreativa reusenca           |        |
| HIPRA                                            | Q97368212  | farmacèutica veterinària catalana        |        |
| Associació pels Drets Sexuals i Reproductius     | Q112776929 |                                          |        |
| Associació Societat Cultural i Esportiva La Lira | Q112776976 |                                          |        |
| Orfeó Vigatà                                     | Q112777086 | orfeó de Vic                             |        |
| Gran Teatre del Liceu                            | Q118492617 |                                          |        |